# Biréli Lagrène
Biréli Lagrène (n. 4 septembrie 1966 în Soufflenheim) (pronunția: [ˈbiːrəlɪ]) este un chitarist francez, compozitor și interpret de muzică jazz.

## Discografie
- 1980 Routes To Django - live At The Krokodil (jazzpoint)
- 1981 Biréli Swing ‘81
- 1981 Down in Town
- 1982 Fifteen (Antilles)
- 1984 Live at the Canergie Hall relica
- 1985 A tribute to Django Reinhardt (Live at the Carnegie Hall & Freiburg Jazz Festival) 2 cd
- 1985 Live with Vic Juris Inakustik
- 1986 Stuttgart Aria
- 1988 Acoustic Moments Blue Note1986 : Lagrene and Guests
- 1987 Inferno
- 1988 Foreign Affairs
- 1989 Highlights
- 1983 Down In Town
- 1990 91 Acoustic moments
- 1994 Live in Marciac
- 1994 The Music of Django Reinhardt IMPORT Bob Wilber Randy Sandke Mike Peters Bireli Lagrene
- 1992 Standards Capitol
- 1995 My favorite Django
- 1998 The One And Only, together with Jimmy Rosenberg and Angelo Debarre (Hot Club Records)
- 1998 Mike Reinhardt Choukar
- 1998 Blue Eyes
- 1999 Duet avec Sylvain Luc
- 2000 A Tribute to Django Reinhardt: at the Carnegie H.and the Freiburg Jazz Fest. reedition
- 2000 Frontpage with Dennis Chambers Dominique Di Piazza
- 2001 Gipsy Project
- 2004 Move
- 2004 Bireli Lagrene & Friends Live Jazz à Vienne (DVD). L’intégrale en 32 morceaux du concert donné en 2002 par Biréli Lagrène et les meilleurs Jazzmen manouche.
- 2005 Bireli Lagrene & Gypsy Project Live in Paris DVD
- 2006 Djangology avec Big Band WDR de Cologne + solo To Bi or not to Bi
- 2007 Just the way you are
- 2008 Electric side
- 2009 Summertime avec Sylvain Luc
- 2009 Gipsy Trio
- 2010 Djangologists with The Rosenberg Trio

## Filmografie
- 2004 Live Jazz À Vienne (Dreyfus)[4]
- 2005 Django: A Jazz Tribute
- 2006 Live in Paris (Dreyfus)[4]
- 2009 Monaco Dreyfus Night (Dreyfus)[4]